# Pulchrana banjarana
Pulchrana banjarana es una especie de anfibio anuro de la familia Ranidae.

## Distribución geográfica
Esta especie es endémica de la península malaya. Se encuentra entre los 700 y 1300 m sobre el nivel del mar:
- en Malasia peninsular;
- en el extremo sur de Tailandia.[3]

## Descripción
Los machos miden de 33 a 42 mm y las hembras de 41 a 55 mm.

## Publicación original
- Leong & Lim, 2003 : A new species of Rana (Amphibia: Anura: Ranidae) from the highlands of the Malay Peninsula, with diagnostic larval descriptions. Raffles Bulletin of Zoology, vol. 51, n.º 1, p. 115-122[4]